# Lisa et Lena

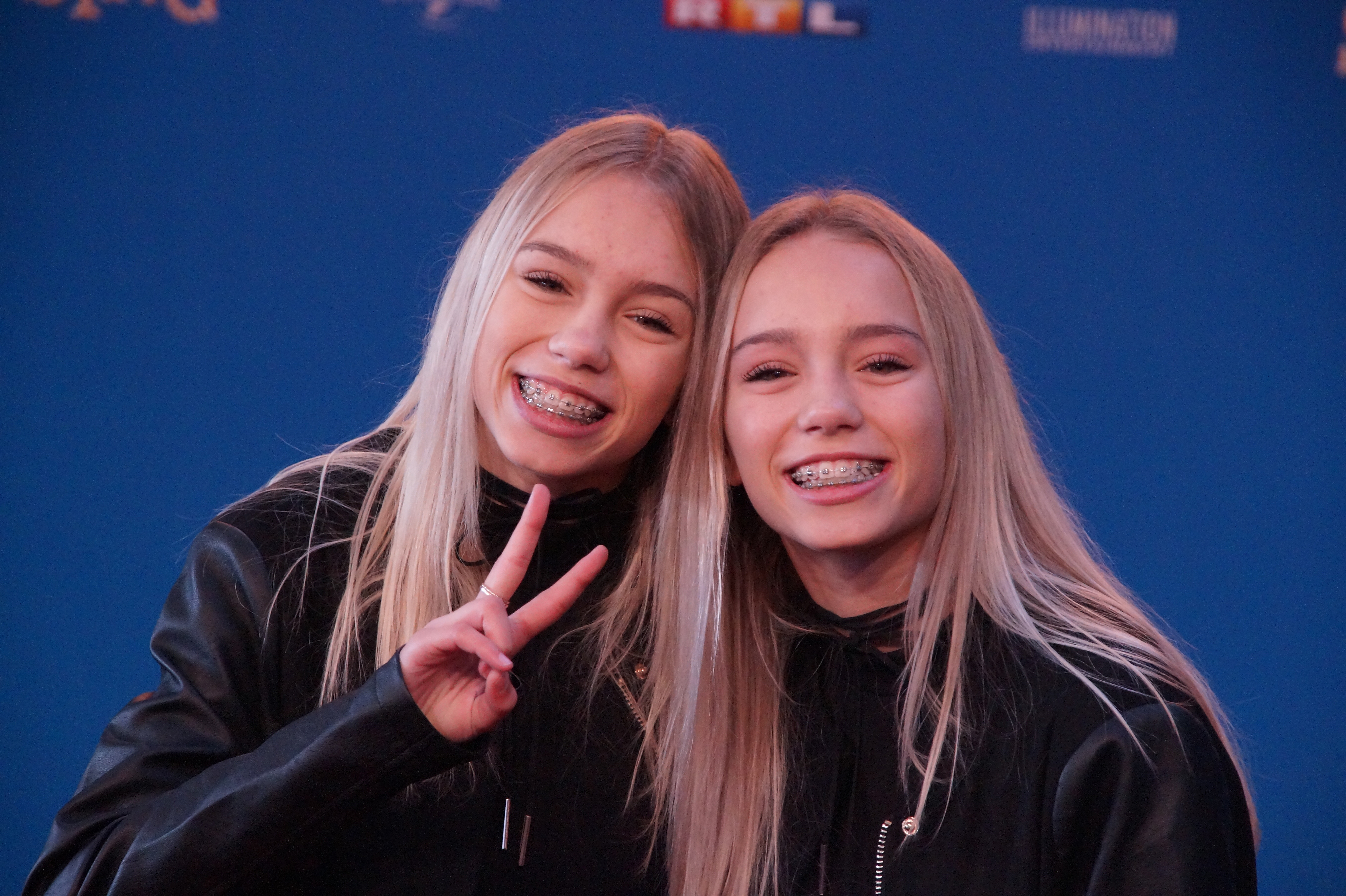
Lisa (à droite) et Lena en 2016.

Lisa et Lena Mantler (connues internationalement sous le nom de Lisa and Lena ou LeLi), nées le 17 juin 2002 à Stuttgart, sont des vidéastes web et influenceuses allemandes.

## Biographie
Lisa et Lena Mantler naissent le 17 juin 2002 à Stuttgart. Elles sont adoptées à l'âge de six mois.
Elles ont une sœur, Tayra, et un frère, Tim. Elles vivent actuellement[Quand ?] près de Stuttgart.
Elles se font connaître en 2015 grâce à l'application Musical.ly. En 2018, elles ont 11,2 millions d'adeptes sur cette application.
Leurs vidéos, lip-syncs et chorégraphies originales deviennent virales. Les jumelles gagnent en notoriété et atteignent plus de 20 millions d'abonnés sur Musical.ly quelques années plus tard. Leur record de nouveaux abonnés en une seule journée est d'environ 30 000 abonnés.
Avec plus d'un million d'adeptes sur Instagram, elles gèrent le compte qui connaît la plus forte croissance de popularité en Allemagne.
Elles rencontrent plusieurs célébrités telles que Martina Stoessel et Ed Sheeran. Elles participent notamment à des interviews[réf. nécessaire]. Elles ont aussi leur propre chaîne YouTube, où elles font des vlogs, présentent les coulisses des différents Meet&Greet et activités qu'elles font.
En 2019, à la suite de la transformation de Musical.ly en TikTok, les deux sœurs décident de fermer leur compte TikTok.

## Présence dans les médias sociaux
En octobre 2017, Lisa et Lena comptabilisent plus de 28 millions d'abonnés sur Musical.ly.
Elles mettent des vidéos en ligne, ce qui les rend aussi célèbres que le footballeur Mesut Özil selon le journal Die Zeit.

## Prix
En 2016, le duo reçoit un Golden Bravo Otto comme Social-Media-Stars. Lisa et Lena reçoivent également un Shorty Awards en 2017. La même année, elles remportent le prix New Faces en tant qu'Influenceuses de l'année.